# 沛県
沛県（はい-けん）は中華人民共和国江蘇省に位置する省直轄の県であり、しばらく徐州市に代理管轄されている。漢朝を創始した太祖劉邦の出身地であり、明朝を創始した太祖朱元璋の祖籍のある場所でもある。古くから栄え、文化遺産が豊富。泗水亭・歌風台・高祖原廟・射戟台などの名所があり、漢代の沛県城を復元したテーマパークも建設されている。

## 地理
沛県は江蘇省の北西端にあり、東には微山湖が広がり、西北部は河南省・山東省・安徽省と接する。

## 歴史
沼沢地が広がる沛県周辺は、かつては「沛沢」と呼ばれていた。春秋戦国時代には宋により沛邑が設置され、その後斉、楚、魏などが支配権を巡って衝突している。
秦朝による中国統一が達成されると泗水郡の下に沛県を設置した。沛県出身の劉邦が前漢を建てた後は泗水郡は沛郡と改称されている。また、劉邦が封じた十八王の内、十人が沛県に籍を持っていたことから、「千古龍飛地、帝王将相郷」と呼ばれた。
南北朝時代になると北斉により廃止されたが、596年（開皇16年）、隋朝により再設置され現在に至る。

## 別称「小沛」について
『三国志演義』などで見られる小沛という呼称は、沛県(沛県城)の通称・俗称である。もともと小沛という地名じたいがあったわけではない。漢高帝期に郡名が沛郡と改められたことで、郡名と県名が同じになった。両者を区別するため県のほうには小の字を冠し、沛郡・小沛と使い分けて呼ぶようになったといわれている。その用例は『史記』『漢書』には記載例はないが、『三国志』をはじめとして魏晋時代の史料から現れはじめている。

## 経済

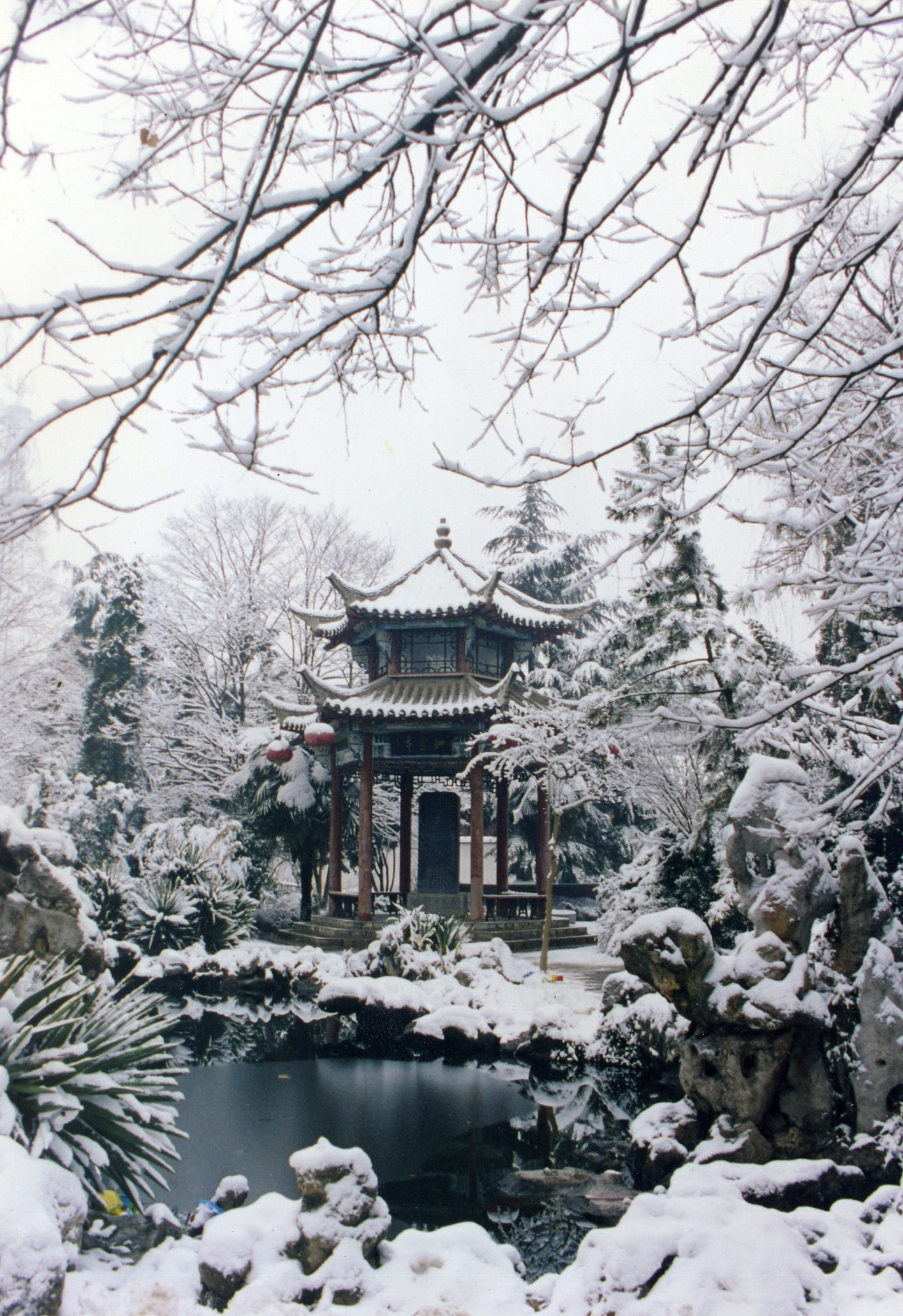
泗水亭

京杭大運河と徐沛鉄道が市を南北に貫き、古くから交通の要地である。農地が広がるが、石炭埋蔵量も多く大きな炭鉱がある。機械・紡績・食品工業なども集積している。

## 行政区画
- 街道：沛城街道、大屯街道、漢源街道、漢興街道
- 鎮：竜固鎮、楊屯鎮、胡寨鎮、魏廟鎮、五段鎮、張荘鎮、張寨鎮、敬安鎮、河口鎮、棲山鎮、鹿楼鎮、朱寨鎮、安国鎮